# Pionerskaïa Pravda

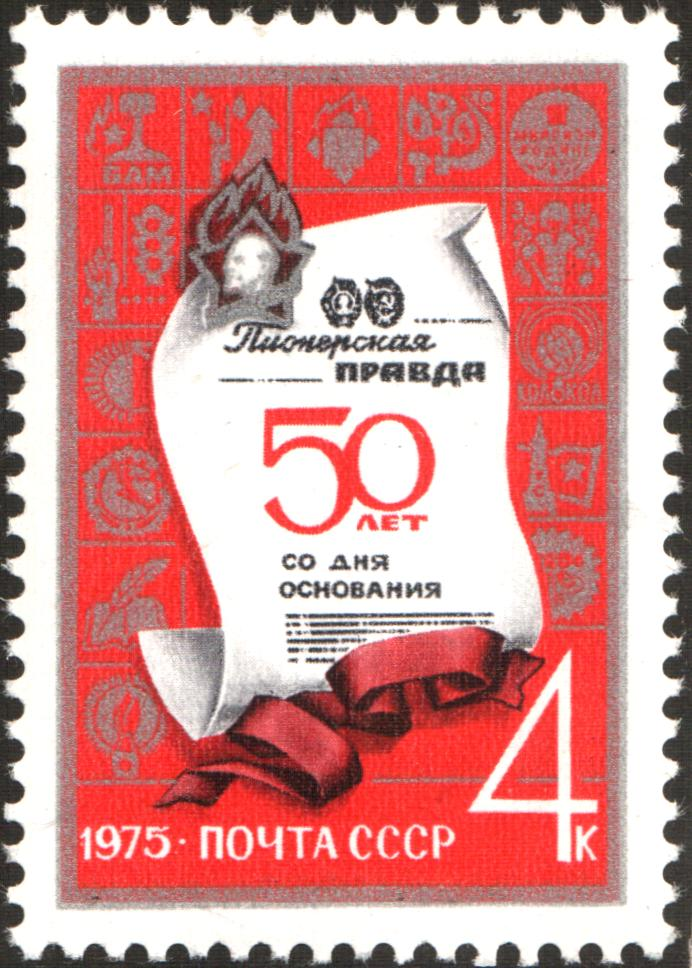
Timbre commémorant le cinquantenaire de Pionerskaïa Pravda émis en 1975.

Pour les articles homonymes, voir Komsomolskaïa.
Pionerskaïa Pravda (Пионе́рская пра́вда en russe, signifiant « Vérité des pionniers »), est un journal russe fondé en 1925. Son premier rédacteur est Nikolaï Boukharine. Avec le périodique collaborent activement Nadejda Kroupskaïa, Iemelian Iaroslavski, Maxime Gorki, Vladimir Maïakovski, Samouil Marchak, Arkadi Gaïdar, Léo Cassil. Du temps de l'Union soviétique c'est l'organe officiel de communication du Comité central du Komsomol et du Conseil central de l'Organisation panrusse des pionniers. La grande majorité de ses lecteurs se situent dans la moyenne d'âge de neuf à quatorze ans.

## Distinctions
- Ordre du Drapeau rouge du Travail : 1945
- Ordre de Lénine : 1950
- Ordre de l'Amitié des peuples : 1985

## Rédacteurs en chef du journal
- Nikolaï Boukharine (1925),
- Mikhaïl Stremiakov (1925-1926)
- V. Liadova (09.06.1925-11.09.1926)
- M. Reichrud (22.09.1926-06.03.1927)
- V. Liadova (06.04.1927-14.10.1930)
- Valerian Zorine (16.10-7.11.1930)
- N. Lialine (1931)
- G. Soldatov (1932-1933)
- A. Stoïev (1933)
- А. Goussev (1934-1935)
- A. Stoïev (1935-1938)
- N. Danilov (1938-1940)
- I. Andreïev (1940-1945)
- Vitali Goubarev (1945-1947)
- V. Semionov (1947-1949)
- Zoïa Toumanova (1949-1952)
- S. Potiomkine (1952-1953)
- T. Matveïeva (1953-1961)
- N. Tchernova (1961-1982)
- Olga Grekova (1983-2006)
- Mikhaïl Barannikov (depuis 2006)